# Petit (patronyme)
Pour les articles homonymes, voir Petit.
Petit est un patronyme très courant en France. 

## Étymologie
Petit vient de l'adjectif petit.

## Occurrence
Petit est le quatrième nom de famille le plus porté en France. 

## Personnalités portant ce patronyme

### A
- Adolphe Petit (1822-1914), jésuite belge ;
- Adrien Petit (1990-), coureur cycliste professionnel français ;
- Albert Petit (1897-1963), homme politique français ;
- Alexis Thérèse Petit (1791-1820), physicien français ;
- Amandine Petit (1997-), Miss France 2021 ;
- Amédée Petit (1856-1926), magistrat et homme politique français ;
- André Petit  ;
- Antoine Petit  ;
- Arnaud Petit (1971-), grimpeur français ;
- Auguste-Edmond Petit de Beauverger (1818-1873), homme politique français ;
- Aurélia Petit (1971-), actrice française ;

### B
- Bérénice Petit (1998-), athlète française ;
- Bonaventure Petit (1811-1901), professeur de piano, organiste et compositeur français ;
- Brice Petit (1976-), pilote de char à voile français ;

### C
- Camille Petit (1912-1993), homme politique français martiniquais ;
- Camille Petit, chimiste ;
- Carine Petit (1974-), femme politique française ;
- Charles Petit (1903-1981), joueur de rugby à XIII français ;
- Christian Petit (1949-), joueur de basket-ball français ;
- Christine Petit (1948-), généticienne française ;
- Christophe Petit (1976-) chanteur français, dit Christophe Mali ;
- Chris Petit (1949-), réalisateur britannique ;
- Claire O'Petit (1949-), femme politique française ;
- Claude Petit  ;
- Claude-Auguste Petit de Beauverger (1748-1819), homme politique français ;
- Clément Petit (2001-), coureur cycliste français ;
- Corine Petit (1983-), joueuse française de football ;

### D
- Daniel Petit (1948-), homme politique canadien ;
- Didier Petit  ;
- Domingo Pastor i Petit, (1927-2014), historien et essayiste espagnol
- Dominique Petit (né en 1961), nageur français ;

### E
- Édouard Petit  ;
- Éliane Petit de La Villéon (1910-1969), artiste peintre, graveur et sculptrice française ;
- Élodie Petit (1985-), poétesse queer française ;
- Emmanuel Petit (1970-), footballeur français, champion du monde en 1998 ;
- Ernest Petit  ;

### F
- Félix Petit  ;
- Fernand Petit (1885-1955), architecte belge ;
- François Petit  ;
- François Pourfour du Petit (1664-1741), médecin français ;
- Frédéric Petit  ;
- Fulbert Petit (1832-1909), évêque français ;

### G
- Gabrielle Petit  ;
- Geoffrey Lanne-Petit (1989-), joueur et entraîneur français de rugby à XV ;
- Geoffroy Petit (1890-1926), aviateur français, pilote de guerre durant la Première Guerre mondiale et pilote d'essai après-guerre ;
- Georges Petit  ;
- Gaston Petit (1890-1984), sculpteur français ;
- Guillaume Pierre François Petit (1804-1875), homme politique français ;
- Guy Petit (1905-1988), homme politique français ;

### H
- Henri Petit (homonymie)  ;
- Henri-Dominique Petit (1950-), industriel français ;
- Henri-Robert Petit (1899-1985), journaliste et collaborateur français ;

### I
- Isabelle Petit-Jacques (1954-), actrice française ;

### J
- Jacob Petit (1797-1868), céramiste français ;
- Jean Petit  ;
- Jean-Claude Petit  ;
- Jean-Louis Petit  ;
- Jean-Marc Petit (1961-), astronome français ;
- Jean Martin Petit (1772-1856), général français du Premier Empire ;
- Jean-Pierre Petit  ;
- Jehangir Bomanji Petit (1879-1946), nationaliste indien, propriétaire d'usine, philanthrope et partisan du Mahatma Gandhi ;
- Joseph Auguste Marie Petit (1786-1852), homme politique français ;

### K
- Karine Petit, (1972-) judokate française ;
- Karl Petit (19?-), historien belge ;

### L
- Léonce Petit (1839-1884), illustrateur et graveur français d'origine bretonne ;
- Louis Petit  ;
- Louis Petit de Bachaumont (1690-1771), écrivain français ;
- Louis-Julien Petit (1983-), réalisateur français ;
- Luc Petit (1962-), directeur artistique, metteur en scène et créateur de spectacles, d'événements, d'expositions ;

### M
- Manon Petit-Lenoir (1998-), snowboardeuse française ;
- Marc Petit  ;
- Marine Petit (1992-), gymnaste artistique française ;
- Martin Petit (1964-), humoriste québécois ;
- Mateja Bizjak Petit (1969-), poète et dramaturge slovène ;
- Maud Petit (1971-), femme politique française ;
- Mélissa Petit (1990-), soprano lyrique française ;
- Michel Petit  ;
- Michèle Espinosi-Petit (1948-), connue comme Biche, une navigatrice de rallye automobiles ;

### N
- Nicolas Petit  ;

### O
- Odile Petit (1963-), nageuse synchronisée française ;

### P
- Pascale Petit  ;
- Paul Petit  ;
- Paul Armand Petit (1890-1918), aviateur français ;
- Philippe Petit  ;
- Pierre Petit  ;
- Pierre-François Petit (1766-1832), homme politique français ;
- Pierre Joseph Petit (1752-1850), colonel français de la Révolution et de l'Empire ;

### R
- Raphaël Petit (1916-2010), haut fonctionnaire français ;
- Raymond Petit (musicien) (1893-1976), compositeur et critique musical ;
- Raymond Petit (1910-1990), athlète français ;
- René Petit (1899-1989), footballeur français ;
- Richard Petit  ;
- Roger Petit  ;
- Roland Petit (1924-2011), chorégraphe et danseur français ;

### T
- Théo Petit (1865-1930), architecte français ;

### V
- Valentin Petit (1990-2023), réalisateur français et directeur d'une société de production
- Valérie Petit (1976-), femme politique française ;
- Victor Petit  ;
- Víctor Pérez Petit (1871-1947), avocat, écrivain, poète, essayiste, rédacteur en chef et dramaturge uruguayen ;

### X
- Xavier-Laurent Petit, (1956-) écrivain français ;

### Y
- Yvette Petit (1937-2019), actrice française.
- Yvon Petit (1945-2014), rameur d'aviron français.

### LesPetit, dynastie de graveurs français
- Gilles-Edme Petit (1694-1760), graveur, marchand d'estampes ;
- Gilles-Jacques Petit (1733-1771), son fils, graveur en taille-douce ;
- Louis-François Petit-Radel (1739-1812), cousin, architecte, dessinateur et graveur ;
- Jacques-Louis Petit (1760-1812), graveur.